# Ferdinando Bertoni
Ferdinando Bertoni (15 de agosto de 1725, Saló - 1 de diciembre de 1813) fue un compositor y organista italiano.

## Biografía
Se formó de la mano del Padre Martini en la región de Bolonia, cercana a los Apeninos. Ya desde su primera ópera encontró una fuerte acogida por parte del público, llegándose a estrenar en otros lugares de Italia. Sería estrenada en Florencia en 1745, con el nombre de La vedova accorta. A partir de entonces, Bertoni sería reconocido como un referente de “la música de recitativo y de aria”.
Entraría en contacto con la ópera seria un año después de La vedova accorta a través de Il Cajetto; una representación privada en forma de marionetas. A pesar de continuar con otros estrenos de ópera seria, encontraría mayor éxito en el género cómico. Su obra de Le pescatrici (1751), cuyo libreto tiene la autoría de Goldoni, tuvo nada más y nada menos que 14 producciones en solo 17 años alrededor del continente europeo. A su llegada a Madrid en 1765, Le pescatrici sería traducida por el reconocido Ramón de la Cruz. Se piensa que Bertoni podría haber sido el primero en introducir la cavatina  en el género operístico, concretamente con su producción de La moda (1765).
A la edad de veintisiete años, Bertoni fue nombrado “primo” organista de la Basílica de San Marco. Un año después sería nombrado maestro del coro femenino de Ospedale de Mendicanti; momento en que tornaría su producción musical hacia la ópera sería y hacía composiciones de temática religiosa. No obstante, nunca llegaría a abandonar el género cómico, donde conseguiría su mayor triunfo; con L’anello incantato (1771). Mozart sabía de los triunfos del compositor italiano, llegando incluso a solicitar un aria de Bertoni en el año 1778.
A pesar de no ser originario de Venecia, fue reconocido como uno de los más grandes artistas de la ciudad. Recibió numerosas comisiones por realizar de forma ocasional cantatas y serenatas vinculadas con la nobleza o realeza veneciana. Ejemplo de ello fue su cantata La reggia di Calipso (15 de julio de 1769), con motivo de la visita del Emperador José II del Sacro Imperio Romano Germánico. La cantata se realizó con un gran despliegue formado por 7 solistas, un coro de 110 cantantes más la orquesta, además de todas las mujeres de los cuatro Ospedali de Venecia.
Bertoni anunciaría su retiro en 1808, aunque todavía le quedarían dos nuevas óperas por realizar.

#### Viajes a Londres
Ferdinando Bertoni tendría un estrecho contacto con el castrato Gasparo Pacchierotti, a quien reconocería como su pupilo a partir de la producción de L’olimpiade (1773). Su colaboración traería triunfos operísticos como Artaserse (1776), Medonte (1777) o Quinto Fabio (1778).  Bertoni llegaría hasta territorio británico con su castrato Gasparo Pacchierotti como “primo uomo” en el Teatro del Rey. Sería su primer viaje a Londres (1778-1780), donde se traduciría, además de al francés, su famoso rondó “La virginella”, de la ópera La governante. Además de traducirse, llegaría a ser transcrita para diversos instrumentos e introducida en otras óperas. Durante su segundo viaje a Londres (1781-1783), Bertoni compuso Il convito y Cimene. Su regreso a Italia significaría un torrente de alabanzas por sus “fluidas” melodías y sus “limpias y exquisitas” armonías; según el propio Burney.

## Música religiosa
Bertoni realizó composiciones de carácter religioso desde sus primeros años de estancia en Venecia, con un gran reconocimiento en sus corales escritos para el coro y la orquesta del Ospedale de Mendicanti; del cual fue maestro en 1753. A David Poenitens, uno de los oratorios de dicho coro y orquesta, llegarían a acudir el José II del Sacro Imperio Romano Germánico y su hermano Leopoldo con su hijo. Bertoni llegó a componer alrededor de 50 oratorios y críticos de la época le situaron como el compositor con mayor número de oratorios en todo el siglo XVIII. Su Miserere fue realizado cada año en Mendicanti a partir de su creación en 1762. Debido a su largo historial, Bertoni pasaría a ser miembro de la Academia Filarmónica de Bolonia en 1773.

## Música instrumental
La música instrumental no sería tampoco un género ignorado por Bertoni. Compuso, entre otros trabajos, una colección de sonatas publicadas en Alemania en el año 1757. Estaría formado por un total de seis sonatas para clave o piano con acompañamiento de violín.